# 九州中央山地國定公園
九州中央山地國定公園，是位在日本熊本縣、宮崎縣的國定公園。1982年5月15日指定。總面積27,096ha。

## 主要景點
- 平家落人之里
  - 椎葉
  - 五木五家莊
  - 米良莊
- 綾之照葉樹林帶

## 關連市町村
- 熊本縣 - 八代市、美里町、山都町、水上村、五木村
- 宮崎縣 - 小林市、綾町、西米良村、椎葉村、五瀨町

## 關連項目
- 國定公園

## 外部連結
- くまもとの自然公園（日語）